# Pâté gros bords
El pâté gros bords, o pâté, és una preparació genèrica de la cuina llemosina que consisteix a fer una mena de coques o panades, amb massa de pa gruixuda o bé amb pasta fullada, i que generalment s’omplien de carn i patata. Una de les variants més populars n’és el pâté de pommes de terre o pastis de treflas. També se'n fan versions dolces, que sempre es farceixen amb fruita fresca o seca: poma, pera o pruna. No s'ha de confondre amb el companatge paté de fetge.
Antigament, si no es podia coure al forn —l'encenien només un cop cada setmana o cada dues— el coïen a la brassa, cobrint-lo també de brases. El nom de gros bords (vores gruixudes) li ve del fet que es feia servir pa que s'havia fet llevar, i en coure’l al forn s'inflava i quedava una capa gruixuda de pa, sobretot als extrems. Actualment es fan sovint amb pasta fullada i també queda bastant poc fi. Solem menjar-les amb una amanida verda, que aporta una mica d'hidratació, frescor i verd al pa.
Al Llemosí hi havia pâtés per a tots els esdeveniments familiars (naixements, batejos, comunions, casaments, etc.) i totes les festes (de carilló, agràries, etc.). Les festes i les cerimònies solien començar amb patés salats, els seguien els plats i sempre acabaven amb patés dolços de fruita. A les noces, com a entrada, era típic fer-ne uns amb pasta quebrada i amb forma de cilindre individual obert, per als quals es feien servir tovallons doblegats com a motlle. Per a altres festes se solien servir els patés de carn, farcits de grosses mandonguilles que es col·loquen de forma concèntrica.

## Alguns patés clàssics
- El paté de patata és molt popular al nord d'Occitània (al Llemosí, al Borbonès i a Alvèrnia), i té diferents receptes a cada lloc. En general s'omple de dues capes de patates tallades a rodanxes fines i entre les quals es posen bocinets de cansalada, all, julivert o ceba per donar-li gust. Abans o després de la cocció, segons la zona, també s'hi afegeix un raig de crema fresca.
- El paté de fetge o pa de fetge, una pasta triturada de fetge d'ànec o d'un altre animal, de vegades amb altres carns, i envoltat per la mateixa pasta de pa. En francès es diu pâté en croûte. D'aquesta preparació ha derivat el paté de campanha (literalment, "paté del camp") i els patés en terrines.
- El paté de carn encara avui dia és típic a les festes. És farcit de grosses pilotes col·locades concèntricament, normalment una al mig i les altres al voltant, però les grosses poden tenir més anells.
- La tourtière o tartera també s'omple de dues capes de patata, però al mig s'hi posen fines làmines de carn. La carn que s'utilitza és un tros en salaó, que es fa coure en una mica d'aigua i després es talla. En aquesta recepta les patates no es posen crues sinó que es couen abans al vapor.[1] Aquesta variant es menja ben calenta i "regada copiosament".[1] El nom de tourtière ve del fet que el motlle per a coure tartes al forn s’anomena així.
- De vegades també s’anomena tortiera la versió dolça, que es farceix de làmines de poma o pera o si no amb prunes, l'opció que es considera més rica i que se solia fer més sovint a les festes. Quan no era temporada de prunes se’n feien servir de seques.